# گاسپاره پیشوتا
گاسپاره پیشوتا (: Gaspare Pisciotta؛ ‏ ۵ مارس ۱۹۲۴ – ۹ فوریهٔ ۱۹۵۴) یکی از اعضای گروه راهزنی سالواتوره جولیانو و از رهبران آن بود. وی همچنین کسی بود که به دوست و همکارش خیانت کرد و سالواتوره را در خواب کشت و به‌همین دلیل، نقش او را در آن گروه، همچون یک یهودا اسخریوطی می‌دانند.
مدتی کوتاهی پس از مرگ سالواتوره جولیانو، گاسپاره پیشوتا را بابت تبهکاری‌هایش دستگیر و محاکمه کردند. در جریان تفحص دربارهٔ نقش او در قتل‌عام پورتلا دلا جینسترا، وی فاش ساخت که خودش سالواتوره را در خواب و با شلیک گلوله به او کشته‌است و این موضوع بر خلاف اعلام رسمی نیروهای پلیس بود که مدعی شده بودند سالواتوره در جریان تیراندازی توسط «سروان آنتونیو پرنتسه» در کاستل وترانو کشته شده‌است. او همچنین در دادگاه از چندین فرد بانفوذ و دولتی از جمله ماریو اسکلبا و برناردو ماتارلا به عنوان کسانی که دستور قتل‌عام را صادر کرده بودند، نام برد. پس از محاکمه، او به حبس ابد محکوم و به زندان منتقل شد. وی بلافاصله اعلام کرد که به سبب خیانتش به گروه و سرکردهٔ آن و حرف‌هایش در دادگاه، هیچ تردیدی ندارد که او را در زندان خواهند کشت. به همین دلیل حاضر نشد جز با پدرش هم‌سلولی شود که او نیز به سبب همکاری با گروه سالواتوره جولیانو به حبس ابد محکوم شده بود. گاسپاره فقط از غذایی که مادرش از خانه می‌آورد، می‌خورد و گفته می‌شود گنجشکی را با خود به سلول برده بود و همهٔ خوراکی‌ها را اول به او می‌داد تا مطمئن شود سمی نیست. با تمام این احتیاط‌ها، او در ۹ فوریه ۱۹۵۴ یک مکمل ویتامینی دریافت داشت و آنرا در قهوه خود حل کرد و بلافاصله پس از نوشیدنش، به شدت بدحال و بیمار شد و بیمارستان زندان منتقل شد، اما ظرف چهل دقیقه از دنیا رفت. پس از کالبدشکافی توسط پزشکی قانونی، معلوم شد که علت مرگش مسمومیت با ۲۰ میلی‌گرم استریکنین بوده‌است.
هم دولت و هم مافیا را مسئول مرگ وی دانسته‌اند، اما هیچ‌کس در این باره بازخواست و محاکمه نشد. مادر او «رُزالینا» در ۱۸ مارس ۱۹۵۴ نامه‌ای به رسانه‌های خبری نوشت و دولت را به فساد سیاسی متهم، و مافیا را مسئول احتمالی قتل پسرش دانست. وی نوشت: «بله، درست است که پسرم دیگر هرگز دهانش را [به سخن گفتن و افشاگری] باز نخواهد کرد و حالا برخی آدم‌ها نفس راحت می‌کشند و خیالشان راحت است که همه‌چیز برایشان امن است، اما کسی چه می‌داند؛ شاید هنوز چیزهایی برای گفتن باشد». گویا گاسپاره در زندان یک خودزندگی‌نامه نوشته بود و آن را به دست مادرش رسانده بود و احتمالاً مقصود مادرش هم همین مدرک بود. برادر گاسپاره «پیترو» سعی کرد که این دست‌نوشته‌ها را بفروشد، اما این خودزندگی‌نامه به طرز مرموزی ناپدید شد و محتویات آن هرگز معلوم نگشت.